# Me an' Bill (film, 1912)
Pour les articles homonymes, voir Me an' Bill.
Pour plus de détails, voir Fiche technique et Distribution.
Me an' Bill est un film muet américain réalisé par Colin Campbell et sorti en 1912.

## Fiche technique
- Titre : Me an' Bill
- Réalisation : Colin Campbell
- Scénario : Colin Campbell
- Producteur : William Selig
- Société de production : Selig Polyscope Company
- Pays d'origine :  États-Unis
- Format : Noir et blanc — 35 mm — 1.33:1 — Muet
- Genre : Film dramatique
- Dates de sortie : 
  -  États-Unis : 4 avril 1912

## Distribution
- Roy Watson : Bill Findlay
- Thomas Santschi : Sam Somners
- Bessie Eyton : Jean
- Eugenie Besserer : Kitty Somners
- Betty Harte : la jeune Kitty
- Herbert Rawlinson : Bill Findlay, Jr.
- Frank M. Clark : le docteur
- Frank Wade : le jeune Bill
- Roy Clark : le jeune Sam
- Baby Lillian Wade : la jeune Jean
- Jacqueline Rowell : la jeune Kitty
- Otto Breitkreutz le gros Otto
- Toodles : l'éléphant